# En las fiestas de fin de siglo
En Las Fiestas de Fin de Siglo, es la reedición del disco En Vivo en las Fiestas de Fin de Siglo de la banda de rock argentina La Cruda. Fue lanzado en el año 2001 por el sello Universal Music Argentina. 
Esta edición del disco en vivo contiene dos canciones adicionales, "Germen" y "Agua en las Bocas Secas", que fueron grabadas en el mismo concierto del año 1999 en un pub de Capital Federal; también se alteró el orden de la lista de canciones. Fue remezclado y remasterizado por Mario Breuer y Juanjo Burgos en los estudios Soundesigner.
"Ahorrame el No" fue la canción elegida como corte difusión, la cual contó con un videoclip rodado en la ciudad de Santa Fe.

## Lista de canciones
1. Ahorrame el No
2. Migral
3. Metra-Yeta
4. Cruda M.
5. Sangre Solvente
6. Vida Mordida
7. Mundo Choto
8. Samuel
9. Perdió
10. Mago Sol
11. Germen
12. Agua en las Bocas Secas
13. Figurado

## Personal
- Rodrigo "Negro" González - Voz
- Martín Zaragozi - Bajo
- Leonardo Moscovich - Guitarra y coros
- Tristán Ulla - Guitarra y coros
- Javier "Mono" Farelli - Batería